# Bächingen an der Brenz
Bächingen an der Brenz is een gemeente in de Duitse deelstaat Beieren, en maakt deel uit van het Landkreis Dillingen an der Donau.
Bächingen an der Brenz telt 1.368 inwoners.
Aislingen ·
Bachhagel ·
Bächingen an der Brenz ·
Binswangen ·
Bissingen ·
Blindheim ·
Buttenwiesen ·
Dillingen an der Donau ·
Finningen ·
Glött ·
Gundelfingen an der Donau ·
Haunsheim ·
Höchstädt an der Donau ·
Holzheim ·
Laugna ·
Lauingen (Donau) ·
Lutzingen ·
Medlingen ·
Mödingen ·
Schwenningen ·
Syrgenstein ·
Villenbach ·
Wertingen ·
Wittislingen ·
Ziertheim ·
Zöschingen ·
Zusamaltheim